# Henk-Jan Held
Hendrik Jan Held, meglio noto come Henk-Jan (Renswoude, 12 novembre 1967), è un allenatore di pallavolo ed ex pallavolista olandese.

## Biografia
È padre del pallavolista Tim Held.

## Palmarès

### Premi individuali
- 2006 - Serie A1: Miglior servizio[2]